# Bâtiment de l'Assemblée nationale (Arménie)
Pour les articles homonymes, voir Bâtiment de l'Assemblée nationale.
Le bâtiment de l'Assemblée nationale (en arménien : Ազգային ժողովի շենքը romanisé : Azgayin Zhoghovi Shenk) est un édifice législatif situé à Erevan, capitale de l'Arménie. Comme l'indique son nom, il abrite l'Assemblée nationale, le parlement monocaméral du pays.

## Histoire
Le parlement est construit entre 1948 et 1950. Il est conçu par l'architecte Mark Grigorian.
Il est au départ le siège du Comité centrale du Parti communiste arménien. À la suite de l'indépendance du pays, en 1991, il est affecté au Conseil suprême devenu aujourd’hui l'Assemblée nationale d'Arménie.
Le 27 octobre 1999, une fusillade perpétrée par un groupe armé a lieu dans l’enceinte du bâtiment, provoquant la mort du Premier ministre de l'époque, Vazgen Sargsian, et de sept autres hommes politiques.

## Galerie

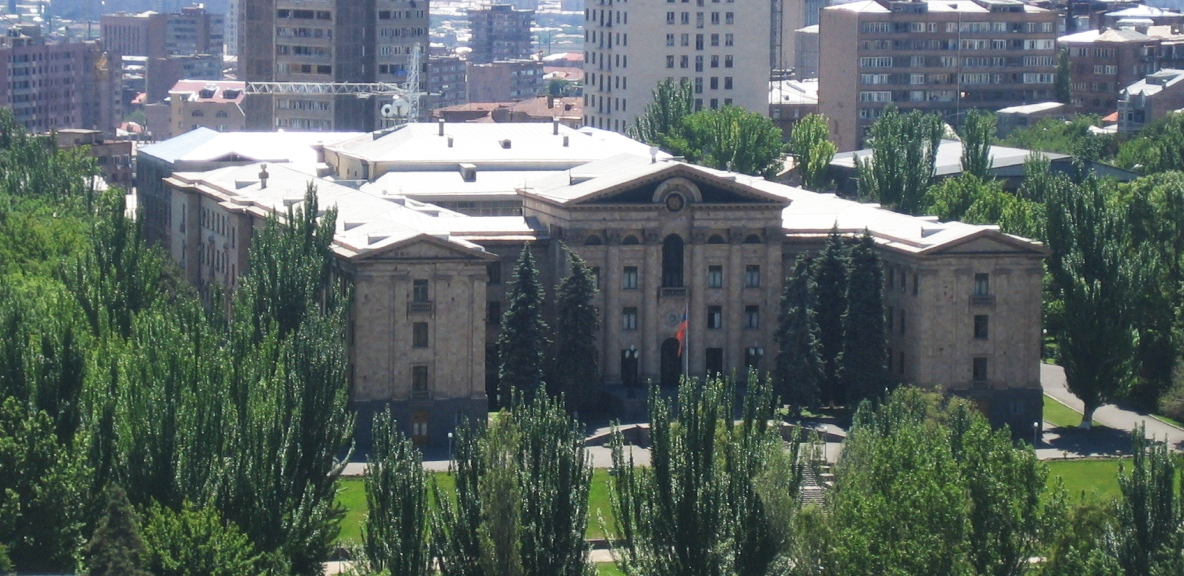
Vue aérienne du bâtiment et ses locaux.
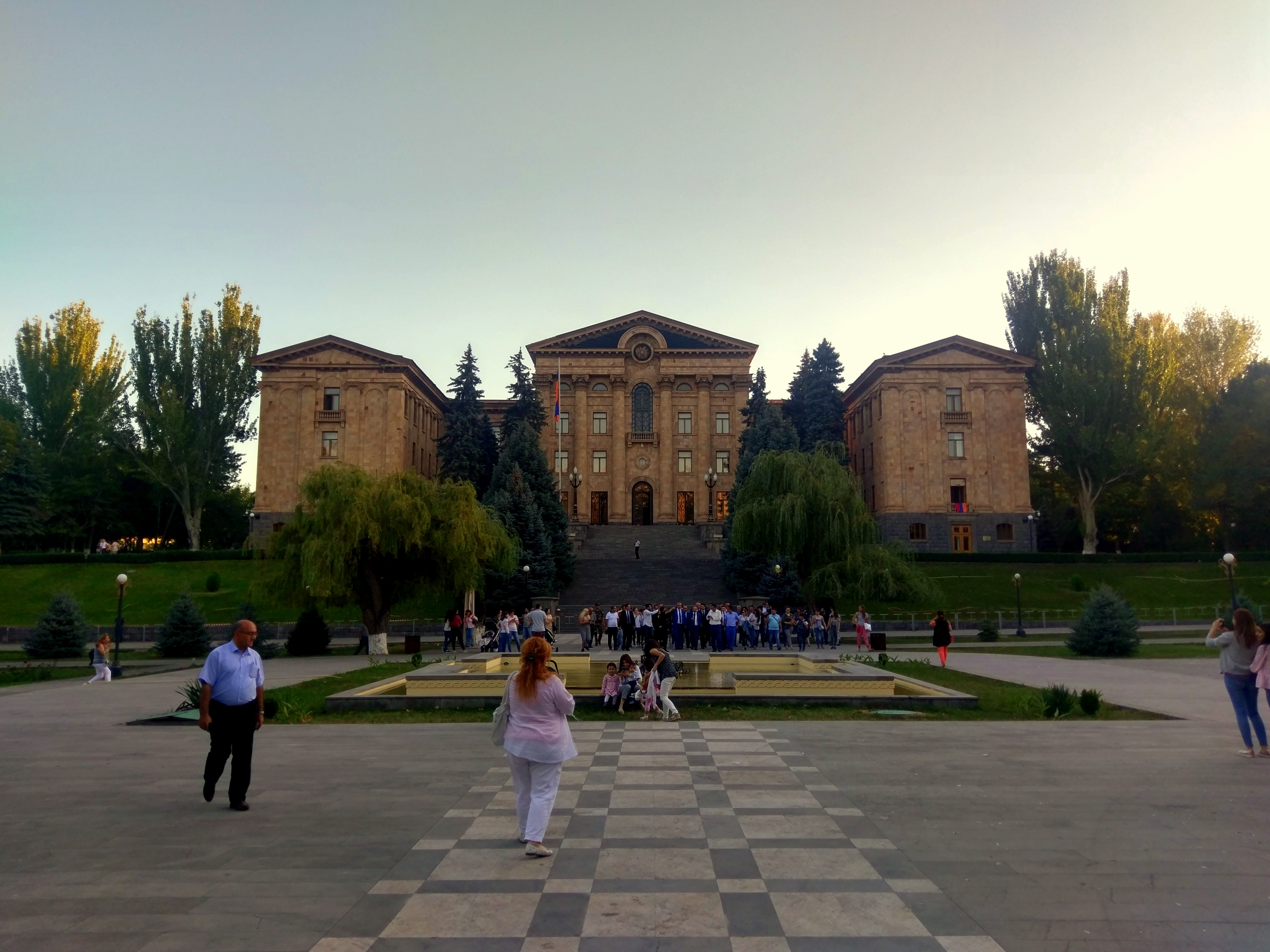
Façade et jardin du Bâtiment.
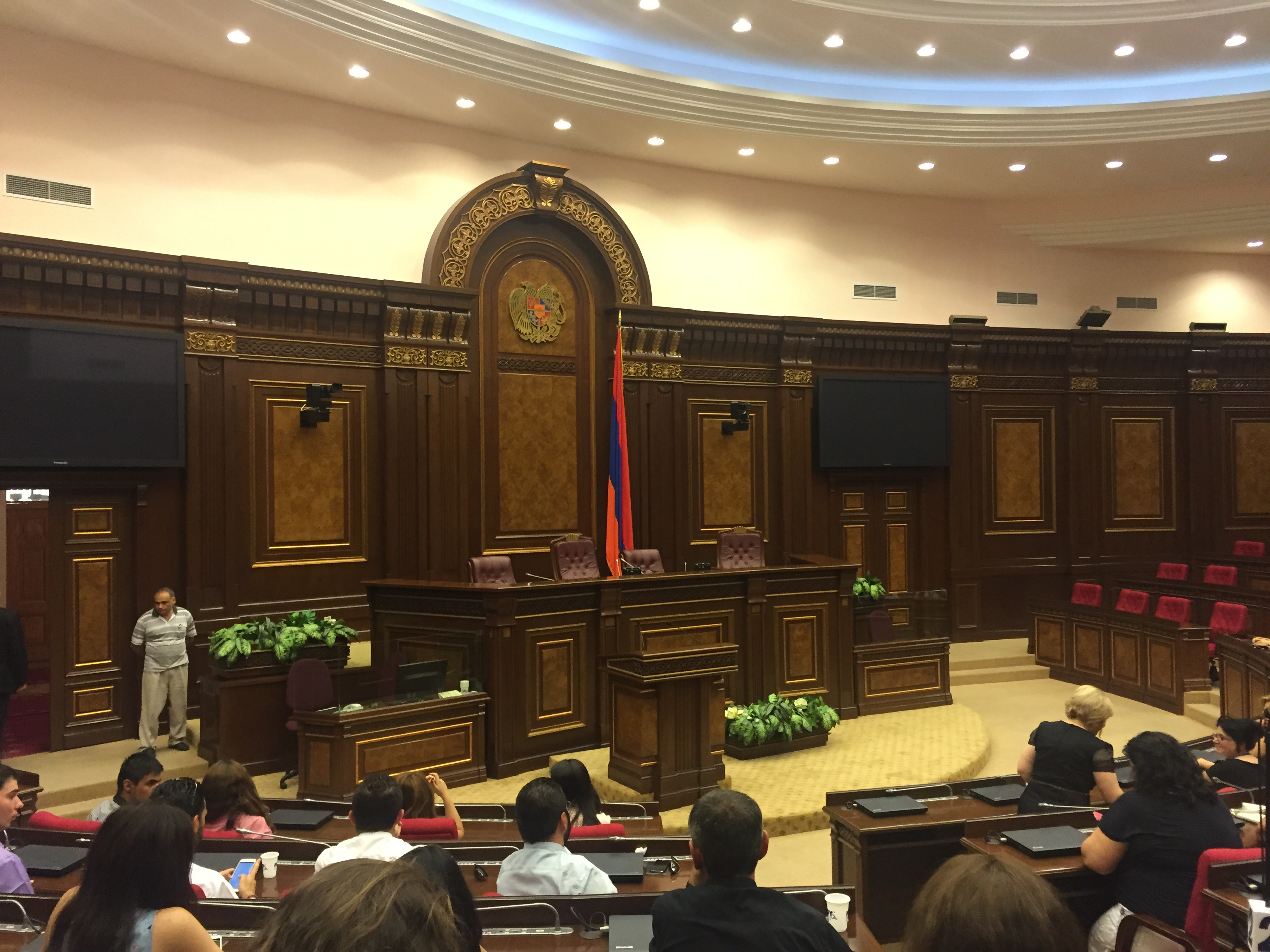
Hémicycle des séances plénières de l'Assemblée nationale.